# Mesochorus pentagonalis
Mesochorus pentagonalis là một loài tò vò trong họ Ichneumonidae.